# Castellfullit de Riubregós
Castellfullit de Riubregós (en catalán y oficialmente Castellfollit de Riubregós) es un municipio de España en la provincia de Barcelona, comunidad autónoma de Cataluña, con una superficie de 26,21 km², una población de 192 habitantes (2008) y una densidad de población de 7,33 hab/km².

## Demografía
Castellfullit de Riubregós cuenta con una población de 151 habitantes (INE 2024).
| Gráfica de evolución demográfica de Castellfullit de Riubregós entre 1842 y 2021 |
| |
| Población de derecho según los censos de población del INE. Población de hecho según los censos de población del INE.En estos censos se denominaba Castellfollit de Llobregós: 1842 y 1857. |

| 250                        | 238 | 222 | 219 |
| (Fuente: [cita requerida]) |     |     |     |